# Liste der Nummer-eins-Hits in Kanada (1995)
Diese Liste enthält alle Nummer-eins-Hits in Kanada im Jahr 1995. Es gab in diesem Jahr 18 Nummer-eins-Singles.
| Singles | Alben |
| --- | ----- |
| - Bon Jovi – Always - 5 Wochen (5. Dezember 1994 – 8. Januar 1995) - Boyz II Men – On Bended Knee - 3 Wochen (9. Januar – 29. Januar) - Jann Arden – Insensitive - 3 Wochen (30. Januar – 19. Februar) - R.E.M. – Bang and Blame - 3 Wochen (20. Februar – 5. März) - Madonna – Take a Bow - 2 Wochen (6. März – 19. März) - Sheryl Crow – Strong Enough - 3 Wochen (20. März – 9. April) - Dionne Farris – I Know - 1 Woche (10. April – 16. April) - Elton John – Believe - 4 Wochen (17. April – 14. Mai) - Annie Lennox – No More I Love You's - 2 Wochen (15. Mai – 28. Mai) - Bryan Adams – Have You Ever Really Loved a Woman? - 5 Wochen (29. Mai – 2. Juli) - The Rembrandts – I’ll Be There for You - 5 Wochen (17. Juli – 20. August) - Hootie and the Blowfish – Only Wanna Be with You - 2 Wochen (21. August – 3. September) - Tom Cochrane – I Wish You Well - 2 Wochen (4. September – 17. September) - Hootie and the Blowfish – Only Wanna Be with You (Re-Release) - 1 Woche (18. September – 24. September) - Gin Blossoms – I Wish You Well - 6 Wochen (25. September – 5. November) - Take That – Back for Good - 2 Wochen (6. November – 19. November) - Mariah Carey – Fantasy - 2 Wochen (20. November – 3. Dezember) - Alanis Morissette – Hand in My Pocket - 5 Wochen (4. Dezember 1995 – 7. Januar 1996) |       |